# Palais beylical de Hammam Lif

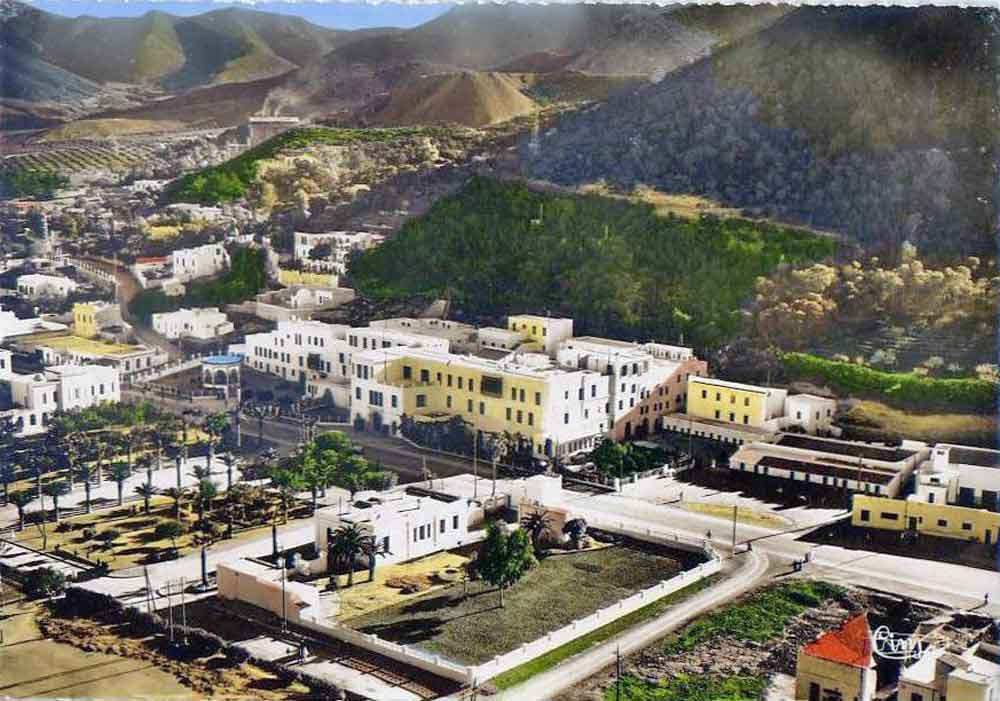
Vue du palais beylical de Hammam Lif vers 1950.

Le palais beylical de Hammam Lif est une ancienne résidence d'hiver des beys de la dynastie des Husseinites, située dans la ville tunisienne de Hammam Lif.

## Histoire
En dehors de leurs résidences au Bardo, à La Marsa et à La Manouba, les monarques de la dynastie husseinite prennent progressivement l'habitude, dès le XVIIIe siècle, de séjourner de plus en plus souvent à Hammam Lif durant l'hiver. Au milieu de ce siècle, c'est l'intérêt qu'ils portent aux bains de Hammam Lif qui poussent les beys à y élever une résidence pérenne. Un pavillon voit le jour vers 1750, sous le règne de Ali Ier Pacha (1735-1756), grâce aux eaux thermales qui surgissent au pied du Djebel Boukornine par deux sources dénommées Aïn El Bey et Aïn El Ariane.
En 1826, Hussein II Bey (1824-1835) décide de construire un palais à côté d'un caravansérail ; la majeure partie de cet édifice subsiste actuellement. L'édifice comprend, à l'achèvement des travaux, un corps de bâtiment avec rez-de-chaussée massif et deux étages, percés de vingt fenêtres avec auvents donnant sur la mer. À l'angle nord-ouest du palais, Hussein II Bey fait édifier un kiosque, Bit el-Makaaad, une sorte de galerie couverte mais non fermée, où il passe ses heures de repos. Il construit également des bains privés, accessibles de l’extérieur ; réservés au seul usage des femmes, ces bains sont complétés par un second bain ouvert aux hommes, dans la partie opposée du palais.
Mohammed Bey (1855-1859) agrandit d'un troisième étage le palais d'Husein II Bey ; il modifie, également Bit el-Makaaad. Sous le règne de Naceur Bey (1906-1922), le troisième étage, qui menaçait ruine, est supprimé. Cependant, il restaure et aménage plusieurs salles, ainsi que les appartements de service. Depuis Hussein II Bey, et à l'exception de Ali III Bey (1882-1902) et de son fils Hédi Bey (1902-1906), tous les souverains ont séjourné au palais jusqu'à l'abolition de la monarchie en 1957.

## Situation actuelle
Après l'indépendance, le palais beylical accueille un centre de formation professionnelle féminine. Par la suite, des familles dans le besoin l'occupent et le transforment en oukala (demeure collective). De nos jours, en l'absence de restauration, le palais se trouve dans un état de délabrement avancé.
Le 15 mars 2022, un arrêté en fait un monument classé.